# Metapogonia platypyge
Metapogonia platypyge är en skalbaggsart som beskrevs av Hermann Julius Kolbe 1899. Metapogonia platypyge ingår i släktet Metapogonia och familjen Melolonthidae. Inga underarter finns listade i Catalogue of Life.